# Mimusops mayumbensis
Mimusops mayumbensis är en tvåhjärtbladig växtart som beskrevs av S. Greves. Mimusops mayumbensis ingår i släktet Mimusops och familjen Sapotaceae.
Artens utbredningsområde är Cabinda. Inga underarter finns listade i Catalogue of Life.